# Mlle Duval
Mlle Duval, abreviatura de Mademoiselle Duval (1718 - vers el 1775), nascuda Louise Duval, fou una compositora i cantant francesa. També fou professora de cant. Va compondre l'òpera Les génies, que consta d'un pròleg i quatre actes, i fou estrenada a l'Òpera de París el 1736. Per l'ensenyança del cant, escriví: Méthode agréable et utile pour apprendre fàcilment à chanter juste et avec goût (París, 1741).